# Wiktor Dmitrijewitsch Fjodorow

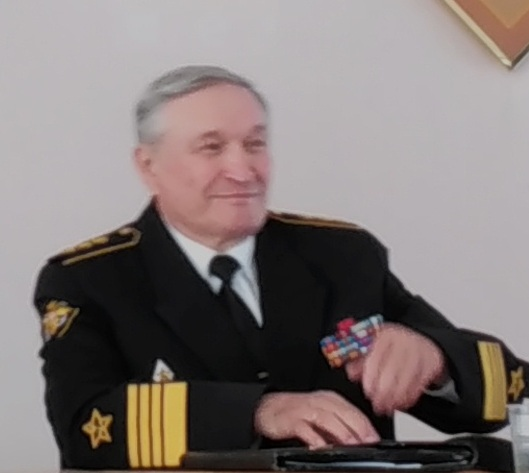
Wiktor Fjodorow, 2016

Wiktor Dmitrijewitsch Fjodorow (russisch Виктор Дмитриевич Фёдоров; * 23. November 1947 in der Station Djaromte, zwischen Hailar und Hulun Buir, Mandschurei) ist ein russischer Admiral. Von 2001 bis 2007 war er Kommandeur der russischen Pazifikflotte.

## Leben
Fjodorow absolvierte 1968 die Fernöstliche Seefahrtsschule für Fischereiwirtschaft der UdSSR in Nachodka und 1976 außeruniversitär die Fakultät für Navigation der Pazifischen Seekriegshochschule S. O. Makarow in Wladiwostok. Er wurde in der Pazifikflotte von 1968 bis 1971 als Gefechtsabschnittskommandeur für Navigation auf den Minenabwehrfahrzeugen MT-65 und MT-68 eingesetzt. Von 1971 bis 1973 war er Wachoffizier auf dem Minenabwehrfahrzeug MT-66 und von 1973 bis 1977 Kommandant des Minenabwehrfahrzeugs MT-421. In den folgenden zwei Jahren besuchte er die Seekriegsakademie A. A. Gretschko und fand bis 1980 Verwendung als Kommandeur der 146. U-Jagdschiffsdivision, der 47. Küstenschutzschiffsbrigade sowie von 1980 bis 1981 als Kommandeur der Sachaliner Flottille. Von 1981 bis 1983 diente er als Stabschef und von 1983 bis 1985 als Kommandeur der 47. Küstenschutzschiffsbrigade. In der Primorsker Flottille arbeitete Fjodorow von 1985 bis 1987 als Chef der operativen Abteilung des Stabes und als ihr Stabschef von 1987 bis 1990. Von 1990 bis 1991 war er Militärberater des Oberbefehlshabers der äthiopischen Seestreitkräfte. Danach wurde er bis 1993 als stellvertretender Stabschef der Pazifikflotte und von August 1993 bis September 1997 als Kommandeur der Primorsker Flottille eingesetzt. In dieser Position wurde er am 5. Mai 1995 zum Vizeadmiral befördert. Dem folgte eine Verwendung als Stabschef der Pazifikflotte vom 11. September 1997 bis zum 5. Dezember 2001. 2001 absolvierte er die Militärakademie des Generalstabes der Russischen Streitkräfte. Vom 5. Dezember 2001 bis zum 6. Dezember 2007 kommandierte Fjodorow die Pazifikflotte. Am 21. Februar 2002 erfolgte seine Ernennung zum Admiral.

## Auszeichnungen
- Rotbannerorden
- Orden „Für den Dienst am Vaterland in den Streitkräften der UdSSR“ 3. Klasse
- Verdienstorden für das Vaterland 4. Klasse (2005)
- Orden für Militärische Verdienste
- Weitere Medaillen
- Ehrenbürger Wladiwostoks (29. Juni 2006)[1]
- Verdienter Militärspezialist der Russischen Föderation (2000)